# Missa Papae Marcelli

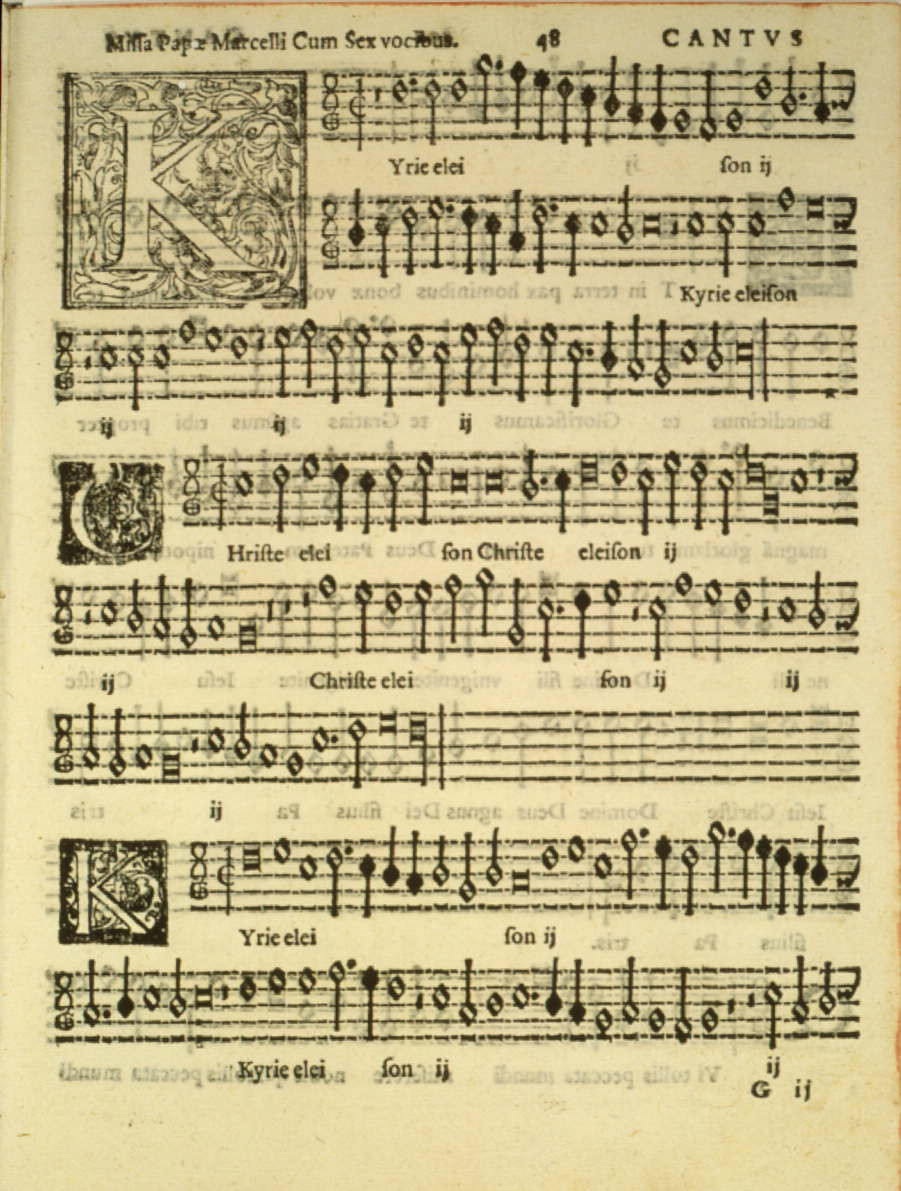
Missa Papae Marcelli, Einzelstimme (Cantus) des Kyrie

Die Missa Papae Marcelli ist die bekannteste Messe von Giovanni Pierluigi da Palestrina. Sie trägt ihren Namen nach Papst Marcellus II., der im April 1555 während dreier Wochen als Papst amtierte. Die Messe wurde traditionellerweise anlässlich der Papstkrönung gesungen, bis Johannes Paul I. und seine Nachfolger auf diese Zeremonie verzichteten.
Wie die meisten Messen der Renaissance besteht die Missa Papae Marcelli aus einem Kyrie, Gloria, Credo, Sanctus, Benedictus und Agnus Dei. Sie ist zum größten Teil sechsstimmig gesetzt, mit doppelt besetzten Tenor- und Bass-Stimmen. Das zweite, abschließende Agnus Dei weicht von dieser Regel ab und erfordert sieben Stimmen, mit zwei Sopranen, zwei Altstimmen, einem Tenor und zwei Bässen. Im Gegensatz zu anderen Vertonungen des Ordinariums von Palestrina ist die Missa Papae Marcelli frei komponiert und enthält weder einen Cantus firmus noch eine Parodie eines vorgegebenen Themas.

## Wirkungsgeschichte und Bearbeitungen
Das Entstehungsdatum der Messe wird etwa auf 1562 angesetzt. Sie wurde 1567 in Palestrinas zweitem Messebuch veröffentlicht. Ihr Titel weist möglicherweise darauf hin, dass Papst Marcellus II. am Karfreitag 1555, dem dritten Tag seines nur dreiwöchigen Pontifikats, die Sänger der päpstlichen Kapelle einberief und ihnen mitteilte, dass die Musik für die Karwoche deren feierlichem Charakter angemessen sein sollte und dass die Worte so verständlich wie möglich wiederzugeben seien.
Seit dem Ende des 16. Jahrhunderts kursierte eine Legende, wonach das Konzil von Trient nahe daran war, polyphone Kirchenmusik aufgrund der Unverständlichkeit der Worte zu verbieten, und dass Kardinal Carlo Borromeo durch die Schönheit von Palestrinas Musik und ihren einfachen, deklamatorischen Stil von diesem Vorhaben abgebracht wurde. Diese Hypothese wurde 1607 vom Komponisten und Musiktheoretiker Agostino Agazzari festgehalten, von jesuitischen Musikern des 17. Jahrhunderts weitergeführt und hielt sich über die folgenden Jahrhunderte. In seiner Palestrina-Biographie von 1828 bezeichnete der Historiker Giuseppe Baini Palestrina als den „Retter der Polyphonie“. Auch Hans Pfitzners Oper Palestrina, 1917 uraufgeführt, beruht auf diesem Verständnis der Tridentiner Beschlüsse. Es gibt jedoch keinen Beweis dafür, dass das Konzil ein völliges Verbot der Polyphonie beabsichtigte oder sich durch Palestrinas Messe, deren dogmatische Teile vorwiegend in homophoner Setzart komponiert sind, von diesem Vorhaben abbringen ließ.
Anonym und von Giovanni Francesco Anerio sind je eine reduzierende (vierstimmig) und kürzende Bearbeitung überliefert, von Francesco Soriano eine Bearbeitung für achtstimmigen Doppelchor mit Kürzungen von unwesentlichem Umfang.